# Lezáun
Lezáun – gmina w Hiszpanii, w Nawarze, o powierzchni 19,04 km². W 2011 roku gmina liczyła 264 mieszkańców.